# Liste der Monuments historiques in Biesheim
Die Liste der Monuments historiques in Biesheim führt die Monuments historiques in der französischen Gemeinde Biesheim auf.

## Liste der Bauwerke
| Bezeichnung                                  | Beschreibung                                                                         | Standort                  | Kennzeichnung | Schutzstatus | Datum | Bild |
| -------------------------------------------- | ------------------------------------------------------------------------------------ | ------------------------- | ------------- | ------------ | ----- | ---- |
| Gallorömischer Vicus Argentovaria (Ödenburg) | Zivilsiedlung des 2. und 3. Jahrhunderts n. Chr., Kastell des 4. und 5. Jahrhunderts | nördlich des Ortes (Lage) | PA00085743    | Inscrit      | 1989  |      |